# Văn hóa ở động vật

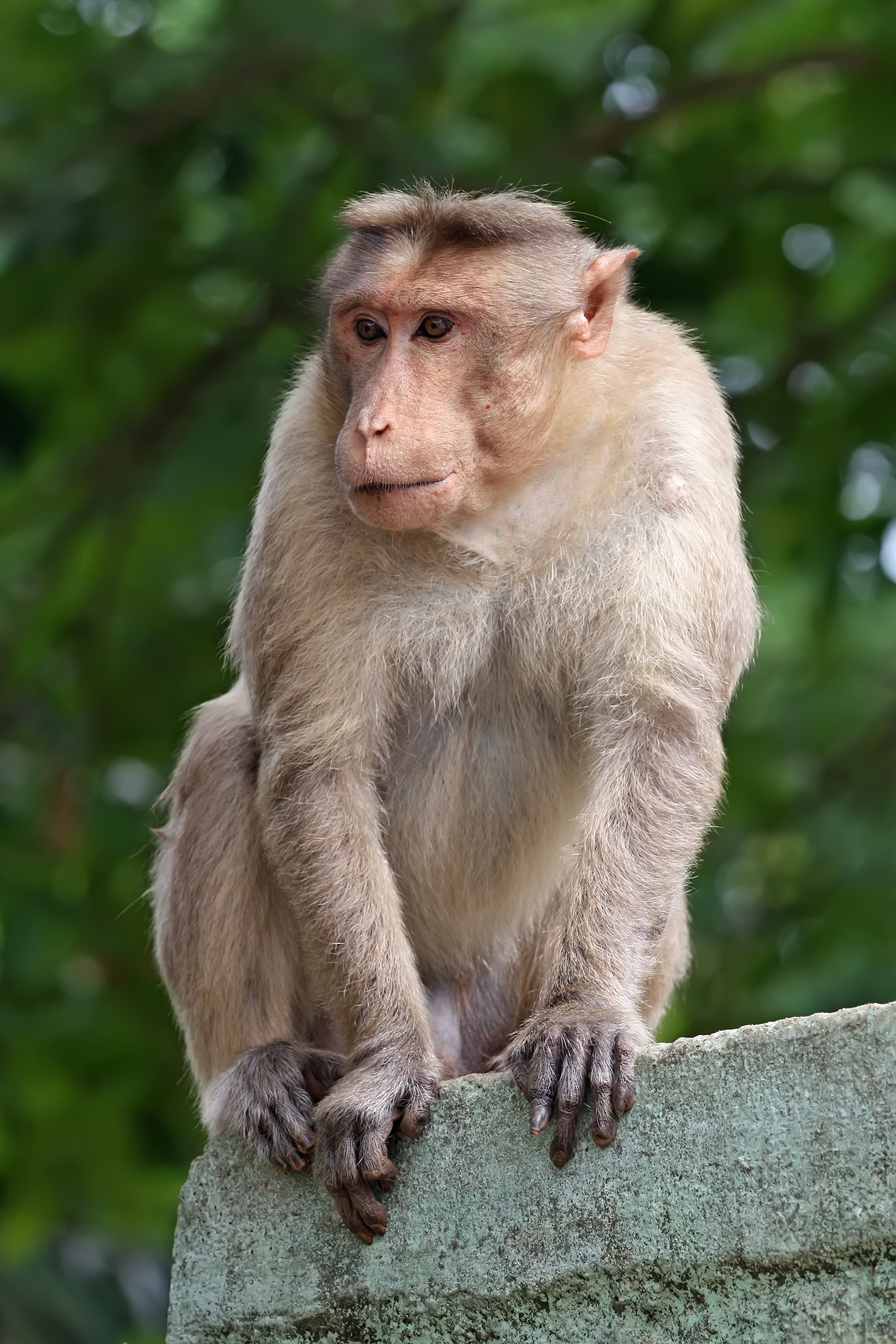
Loài khỉ Macaque biết sử dụng công cụ đá để đập vỡ vỏ hạt hay vỏ sò, chúng là được nhờ học tập, đó được xem là biểu hiện của cái gọi là văn hóa

Văn hóa ở động vật (Animal culture) liên quan đến lý thuyết về hành vi học tập hiện nay ở động vật không phải con người, thông qua các hành vi trao truyền kiến thức mang tính xã hội. Khái niệm văn hóa ở động vật bắt nguồn từ Aristotle từ thời cổ đại và gần đây hơn là Charles Darwin, nhưng sự liên kết hành động của động vật với từ "văn hóa" thực sự bắt nguồn từ những khám phá của các nhà linh trưởng học của Nhật Bản về hành vi trao đổi thức ăn trong những năm 1940. Trong những năm gần đây, nhiều đặc tính đã từng được cho là của riêng con người, từ đạo đức cho đến văn hóa, đã được phát hiện ở vương quốc động vật.

## Đại cương
Câu hỏi về sự tồn tại của cái gọi là văn hóa trong các xã hội các loài động vật không phải là con người đã trở thành một chủ đề gây tranh cãi trong nhiều thập kỷ, phần lớn là do thiếu một định nghĩa ngắn gọn cho từ "văn hóa". Tuy nhiên, nhiều nhà khoa học hàng đầu đồng ý coi văn hóa là một quá trình, chứ không phải là một sản phẩm cuối cùng. Quá trình này liên quan đến việc trao truyền kinh nghiệm của hành vi mẫu, cả giữa các cá thể cùng nhóm và giữa các thế hệ. Hành vi như vậy có thể được chia sẻ và lan truyền bởi một nhóm động vật, nhưng không nhất thiết là giữa các nhóm riêng biệt của cùng một loài. Phần lớn nhiều các loài động vật có thể học hỏi một số hành vi nhất định dựa vào sự quan sát và bắt chước của động vật.
Văn hóa được phương Tây định nghĩa là "phong tục...và những thành tựu của một thời điểm hoặc con người cụ thể" (culture is defined as ‘the customs...and achievements of a particular time or people) theo như Từ điển tiếng Anh bách khoa Oxford. Sự đa dạng của nền văn hóa của con người kéo dài từ các biến thể công nghệ đến nghi lễ kết hôn, từ thói quen ẩm thực đến huyền thoại và truyền thuyết. Nhưng động vật thì không có huyền thoại và truyền thuyết, nhưng chúng chia sẻ khả năng để truyền các đặc điểm hành vi từ thế hệ này sang thế hệ khác, không phải thông qua gen của chúng mà qua học tập. Từ quan điểm của các nhà sinh vật học, đây là tiêu chuẩn cơ bản cho một đặc điểm văn hóa là một thứ có thể học được bằng cách quan sát các kỹ năng đã được thiết lập của người khác và sau đó truyền lại cho các thế hệ sau.
Về mặt sinh học, cái gọi là văn hóa ở động vật có thể có nguồn gốc từ tập tính thứ sinh, tức là tập tính học được trong đời sống, là loại tập tính được hình thành trong quá trình sống do học tập hoặc do có sự chuyển giao gữa các cá thể cùng loài trong đó, tập tính học tập là kiểu hoạt động hình thành do kết quả của kinh nghiệm và có thể thay đổi bởi hoàn cảnh, chẳng hạn như một con báo hoa mai mẹ dạy con săn mồi bằng cách sau khi bắt được con mồi, báo mẹ làm cho con mồi yếu đi rồi thả ra cho con tập kỹ năng săn mồi, nếu những con báo được con người nuôi dưỡng từ nhỏ thì khi lớn lên được thả ra tự nhiên sẽ không có các kỹ năng săn mồi, đây gọi là tập tính học khôn. Tập tính kiếm ăn của hầu hết các động vật bậc cao là tập tính học tập, ở những nhóm động vật càng cao, càng tiến hóa, loại tập tính đó học được càng nhiều, để thích nghi với điều kiện và hoàn cảnh sống.

## Ghi nhận

### Ở loài thú
Khi dạy sư tử con săn mồi, sư tử bố mẹ luôn luôn để con ra chiến đấu trước và cha mẹ chúng sẽ trông chừng để sư tử con sẽ có cơ hội con thể hiện khả năng xử lí tình huống một cách sáng tạo, tự nhiên của mình trước những thử thách lớn, tăng cường khả năng ứng biến trước khó khăn. Sư tử con phải tự săn mồi từ bé, sư tử bố mẹ luôn tạo ra cơ hội cạnh tranh, chiến đấu cho các con của mình và thông qua tương tác, những con sư tử non sẽ sớm nhận ra trật tự trong bầy đàn của chúng. Một số động vật khác lại có sự chủ động can thiệp và định hướng cho đồng loại của chúng theo kiểu dạy dỗ như loài cầy Meerkat, thay vì phó mặc những con non tự kiếm ăn và đối mặt với hiểm nguy rình rập thì những con trưởng thành tỏ ra có trách nhiệm khi chúng kiếm về những con bọ cạp đã hoặc sắp chết để con non thực hành, khi con non đã quen và vững kỹ năng, thì bố mẹ chúng sẽ đi kiếm về những con bọ cạp khỏe mạnh hơn cho tới khi con non thành thục khả năng săn mồi.

### Ở linh trưởng

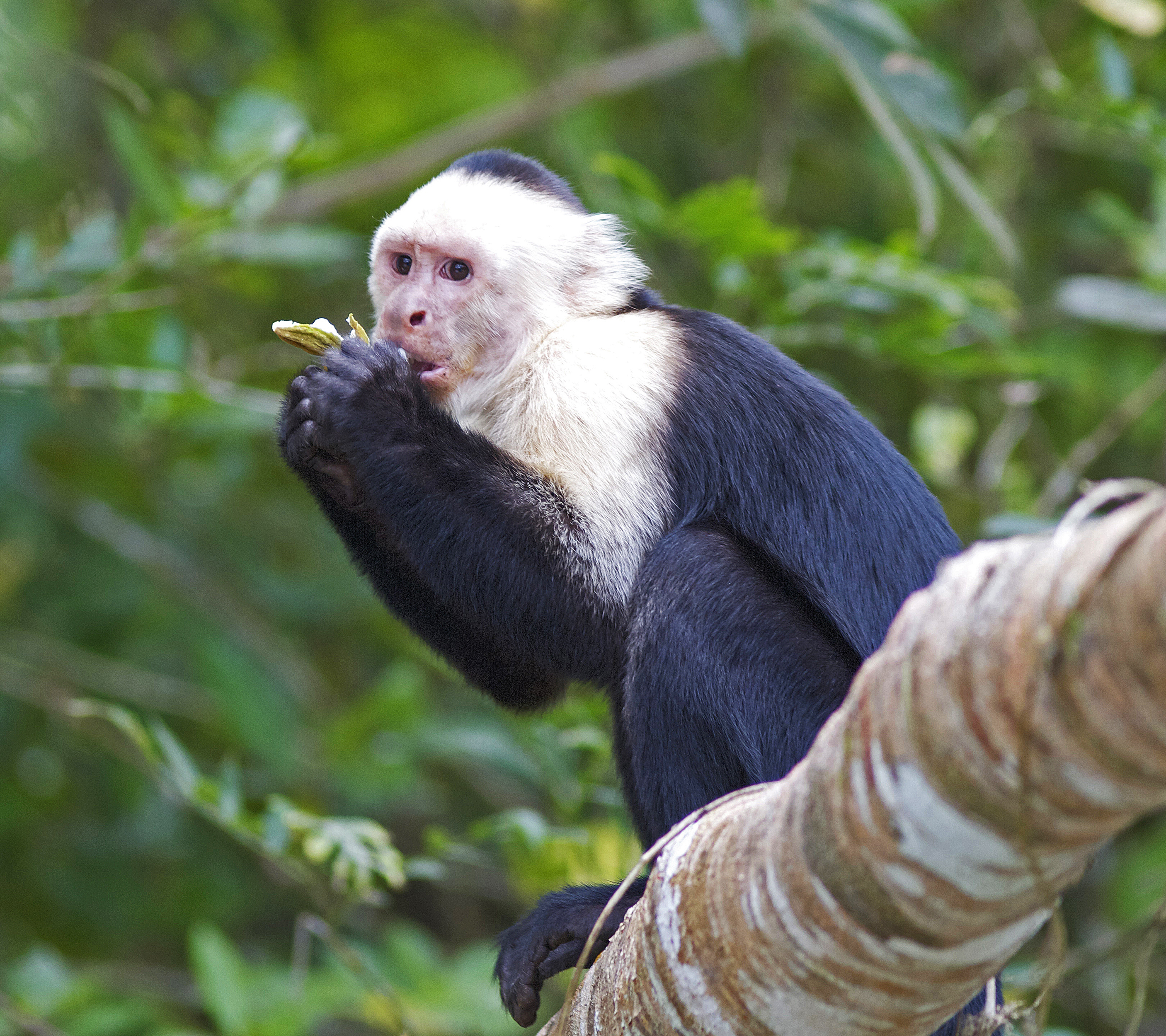
Khỉ Capuchin mặt trắng

Các loài linh trưởng như khỉ được ghi nhận là thông minh, những ghi nhận như vượn dùng que nâng cao đường dây điện để đi luồn qua đó, đười ươi đập vỡ hạt dẻ bằng hòn đá và hắc tinh tinh biết cách sử dụng nhúm lá cây vỡ vụn như miếng bọt biển để chấm lấy nước uống. Tuy nhiên, các con khỉ biết sử dụng công cụ này cũng có những dấu hiệu có truyền thống văn hoá, với mức độ của từng nhóm có khác nhau, giống như một số thói quen được truyền từ thế hệ này sang thế hệ khác ở các xã hội loài người, những công trình nghiên cứu mới đây đã nhấn mạnh các nền văn hoá phong phú của loài họ hàng gần gũi nhất của con người.
Tara Stoinski thuộc Quỹ Vượn Gorin Dian Fossey ở Atlanta đã nghiên cứu vượn Gorin trong các vườn thú và nhận thấy có hơn 40 tập tính văn hoá, ví dụ như vỗ tay khi có yêu cầu, khác nhau giữa các nhóm khỉ, chứng tỏ các truyền thống đã được truyền từ các con khỉ, thậm chí các nhóm khỉ tách biệt trong cùng một vườn thú cũng có các tập tính khác nhau. Carel van Schaik thuộc trường Đại học Thuỵ Sĩ ở Zurich thì cho rằng đười ươi hoang dã cũng có những sự khác biệt về văn hoá, đã có quan sát thấy các con khỉ ở một phía của bờ sông có kỹ thuật tách hạt ra khỏi quả khác với kỹ thuật của các con khỉ sống ở bên kia sông. Ở phía thượng lưu của con sông, các con khỉ không có một kỹ thuật này, những nghiên cứu đã xác định được khoảng 40 tập tính văn hoá ở đười ươi.
Hắc tinh tinh dường như là loài linh trưởng có văn hoá nhất, các nhà nghiên cúu đã nhận thấy rất nhiều tập tính của hắc tinh tinh trong thiên nhiên hoang dã, trong số đó có các kỹ thuật tích luỹ lương thực phức tạp, đỉnh cao của tập tính tích trữ ở động vật. Thậm chí hắc tinh tinh còn thích nghi với kỹ thuật mà một số nhà nghiên cứu Đại học St. Andrew, Scotland gọi là mốt thời thượng, chỉ tồn tại trong một thời gian ngắn, như tập tính vỗ tay hoan hô ở các con tinh tinh con trong một thời gian ngắn. Các nhà nghiên cứu cho biết, phát hiện của họ sẽ hữu ích cho việc giải thích nguồn gốc của các nền văn hoá của con người. Chúng hỗ trợ giải thích một số điều bí ẩn của sự tiến hoá văn hoá ở người.
Có những nghiên cứu sự giống nhau giữa tinh tinh và con người, những điểm giống nhau này sâu hơn nhiều so với định kiến, chẳng hạn như việc làm vỡ hạt quan sát được trong rừng không phải là hành vi đơn giản của tinh tinh, mà là một sự thích nghi riêng biệt chỉ tìm thấy ở một phần cụ thể của khu rừng ở châu Phi, cũng như một đặc điểm được coi là biểu hiện của văn hóa tinh tinh bởi các nhà sinh vật học. Các nhà nghiên cứu này thường trích dẫn từ văn hóa để mô tả hành vi động vật sơ cấp, giống như tiếng địa phương của các loài chim biết hót khác nhau, nhưng hóa ra những truyền thống văn hóa phong phú và đa dạng mà những con tinh tinh truyền được hưởng đứng thứ hai trong độ chỉ với truyền thống của con người. 

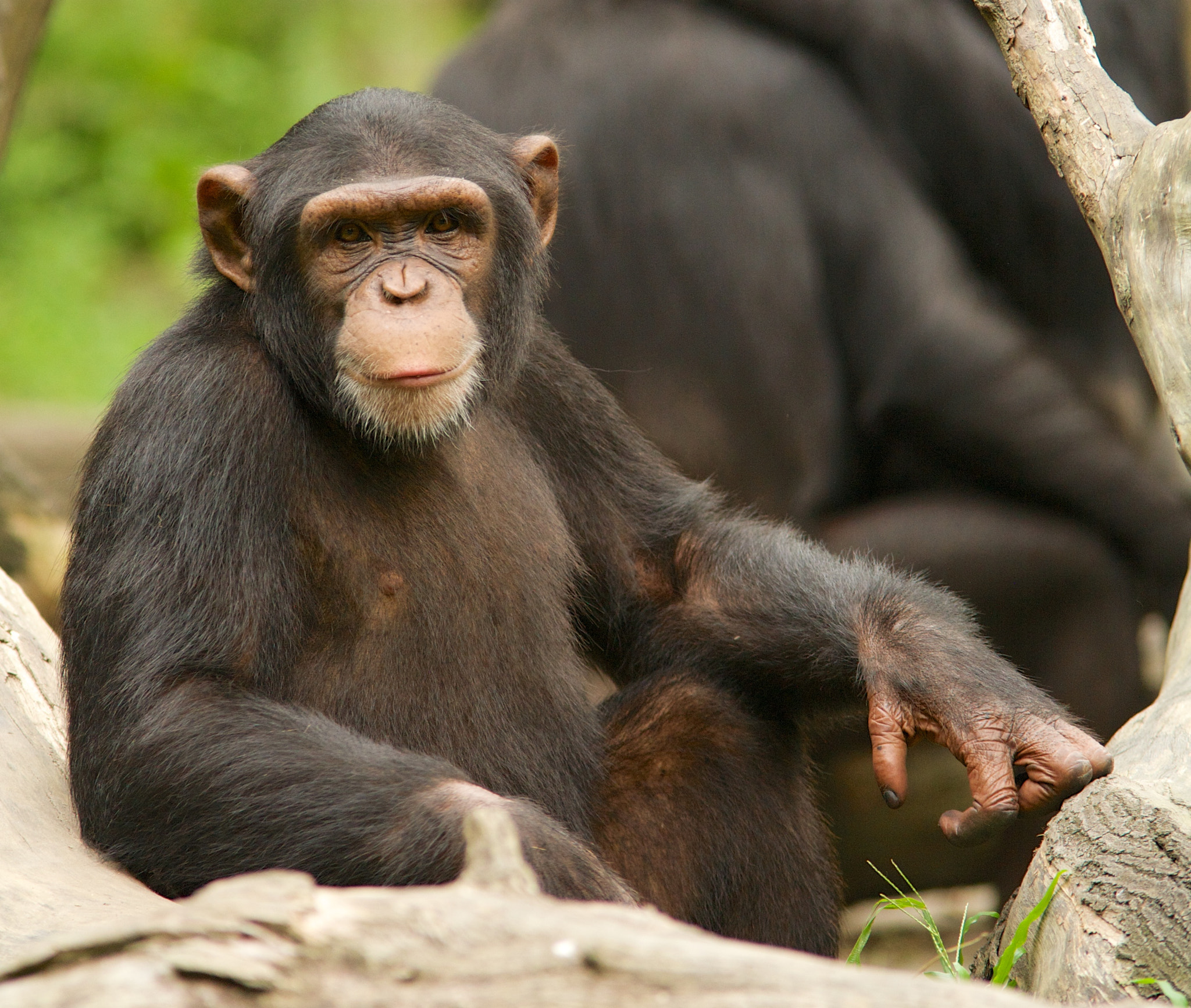
Những nghiên cứu về loài tinh tinh cho thấy chúng đã hình thành những hành vi có tính văn hóa

Một số nghiên cứu trên tinh tinh đã ghi lại một số mô hình văn hóa riêng biệt, từ việc sử dụng các công cụ cho đến hình thức giao tiếp và phong tục xã hội của động vật. Hình ảnh mới mẻ này của tinh tinh này làm thay đổi quan niệm của chúng ta về tính độc đáo của một số người và cho thấy khả năng phi thường của tổ tiên cổ xưa của loài người sáng tạo ra nền văn hóa. Homo sapiens và Pan Troglodytes đã cùng tồn tại trong hàng trăm thiên niên kỷ và tương đồng di truyền của chúng vượt quá 98% nhưng hành vi của tinh tinh trong tự nhiên mới được nghiên cứu cho đến 40 năm trước.
Vào những năm 1960 khi Toshisada Nishida của Đại học Kyoto ở Nhật Bản và nhà nghiên cứu người Anh Jane Goodall đã đưa ra những nghiên cứu về tinh tinh hoang dã tại hai khu vực ở Tanzania (Trạm nghiên cứu của Goodall ở Gombe). Trong những nghiên cứu này, khi những con tinh tinh ngày càng trở nên quen thuộc với việc quan sát chặt chẽ, những khám phá đáng chú ý xuất hiện. Nghiên cứu đã chứng kiến một loạt các hành vi bất ngờ, từ việc tạo ra và sử dụng các công cụ, săn bắn, ăn thịt, chia sẻ thức ăn đến cuộc tử chiến giữa các thành viên của các cộng đồng lân cận. Vào năm 1973, 13 hình thức sử dụng công cụ và 8 hoạt động xã hội có vẻ khác biệt giữa các loài tinh tinh Gombe và các loài tinh tinh ở những nơi khác được ghi nhận bởi Goodall để suy đoán rằng một số biến thể chia sẻ những gì gọi là nguồn gốc văn hóa.
Hiện nay, người ta chứng kiến sự mất mát bi thảm của tinh tinh, những con vật bị tàn sát dẫn đến số lượng tinh tinh đã giảm mạnh và tiếp tục giảm do bẫy, khai thác gỗ bất hợp pháp và gần đây nhất là buôn bán thịt hoang dã trong thế kỷ qua. Điều này đặc biệt đáng báo động vì việc khai thác gỗ đã thúc đẩy các con đường, hiện đang được sử dụng để vận chuyển thịt động vật hoang dã, bao gồm cả thịt tinh tinh cho người tiêu thụ ở xa như Châu Âu. Sự hủy diệt như vậy đe dọa không chỉ các loài động vật mà còn là một loạt các nền văn hóa hấp dẫn khác nhau của loài khỉ lớn (Ape) này. Tuy nhiên, sự phong phú văn hóa của loài khỉ có thể góp phần vào sự cứu rỗi của nó.
Những nghiên cứu mới đã phân loại từng hành vi liên quan đến sự xuất hiện hoặc vắng mặt của nó trong cộng đồng tinh tinh. Các nhóm chính bao gồm hành vi phong tục thông thường (xảy ra ở hầu hết hoặc tất cả các thành viên có thể ở ít nhất một độ tuổi hoặc giới tính, chẳng hạn như tất cả nam giới trưởng thành), thường xuyên (ít phổ biến hơn là phong tục thông thường nhưng xảy ra nhiều lần ở một số cá nhân), xuất hiện (quan sát tại địa điểm nhưng không thường xuyên), vắng mặt (không bao giờ nhìn thấy), và chưa biết.
Mặc dù các nhà khoa học đã đào sâu vào văn hóa tinh tinh trong nhiều thập kỷ, đôi khi các nghiên cứu của họ có một khiếm khuyết là cho đến nay, hầu hết các nỗ lực để ghi lại sự đa dạng văn hóa giữa các con tinh tinh chỉ dựa vào các tài khoản được công bố chính thức về các hành vi được báo cáo tại từng điểm nghiên cứu. Nhưng cách tiếp cận này có lẽ bỏ qua rất nhiều biến thể văn hóa vì:
- Các nhà khoa học thường không xuất bản danh sách bao quát của tất cả các hoạt động mà họ không thấy ở một địa điểm cụ thể. Tuy nhiên, đây là thông tin cần biết chính là những hành vi nào được và không được quan sát tại mỗi địa điểm.
- Có nhiều báo cáo mô tả hành vi của tinh tinh mà không thể hiện mức độ phổ biến của chúng; khi không có thông tin này thì không thể xác định liệu một hành động cụ thể có phải là hiện tượng nhất thời hay một sự kiện thường lệ được coi là một phần của văn hóa của nó.
- Mô tả của các nhà nghiên cứu về các hành vi tinh tinh có khả năng có ý nghĩa thường thiếu các chi tiết đầy đủ, khiến các nhà khoa học từ các điểm khác khó báo cáo sự hiện diện hoặc vắng mặt của các hoạt động.dui dẻ